# Университет штата Джорджия
Университет штата Джорджия (Georgia State University) — публичный (государственный) исследовательский университет, расположенный в городе Атланта, штат Джорджия. Основанный в 1913 году, это одно из 10-ти крупнейших высших учебных заведении США и крупнейшее в штате Джорджия: на 2018 год количество учащихся в нём студентов составило 53 000 человека. Фонд Карнеги по улучшению преподавания (Carnegie Foundation for the Advancement of Teaching), независимая исследовательская организация, занимающаяся изучением проблем образования в США, классифицирует Университет штата Джорджия как «университет с очень высокой исследовательской активностью». Суммарный положительный эффект оказываемый деятельностью университета на экономику Атланты ежегодно составляет около 2,5 миллиарда долларов.
	Университет штата Джорджия, как и другие, более известные вузы расположенные в этом же штате, такие как Университет Джорджии (the University of Georgia) и Технологический институт Джорджии (Georgia Institute of Technology), управляется специальным органом регионального правительства штата в области образования, который называется Системой университетов Джорджии (the University System of Georgia) (своеобразный аналог облоно – областного отдела народного образования в ряде стран постсоветского пространства). Таким образом все эти университеты являются государственными учреждениями, хотя и с обширными функциями самоуправления.

## История

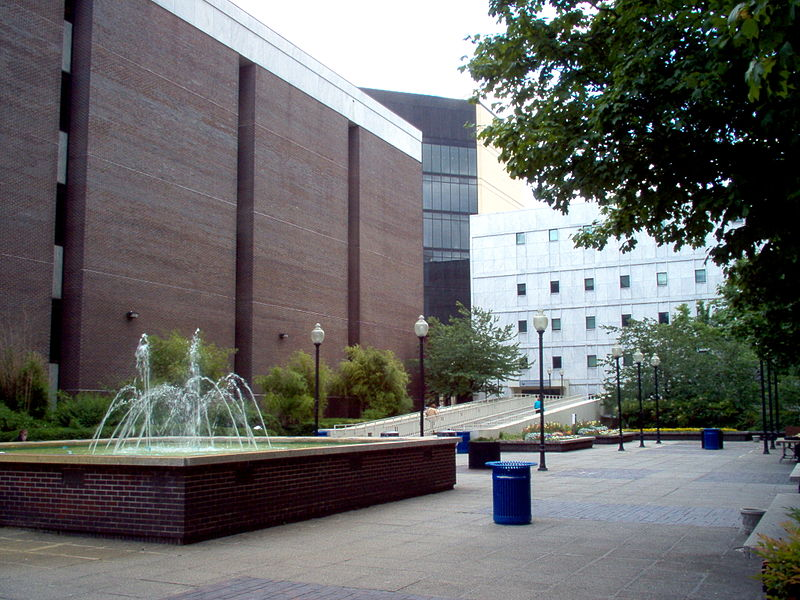
Вид на внутренний двор Университета окружённое зданием Библиотеки и учебными корпусами

Первые учебные кампуса в центральной части Атланты, на том самом месте, где сейчас находится Университет штата Джорджия, были открыты в 1913 году как Вечерняя школа торговли Технологического института Джорджии (Georgia Institute of Technology’s Evening School of Commerce). В ходе реорганизаций системы управления высшего образования в штате Джорджия в 1930—40 годах, эти кампуса были выделены в отдельное учебное заведение более широкого профиля, но лишь как Филиал Университета Джорджии в Атланте (Atlanta Division of the University of Georgia) (сам Университет Джорджии находится в Афинах, академическом городке неподалёку от Атланты). Дальнейшее увеличение как числа учащихся, так и предлагаемых образовательных программ в стенах Филиала, вызвало необходимость в более оперативном решений управленческих дел на месте. В 1955 году Попечительский совет Системы университетов Джорджии принял решение о создании на базе Филиала полностью самостоятельного высшего учебного заведения: изначально новый университет был известен как Колледж Бизнес администраций штата Джорджия (Georgia State College of Business Administration); в 1961 году переименован в Университет штата Джорджия.
Начиная с этого периода, университет устойчиво расширялся. Изначально основанный в центральной, деловой части города, Университет штата Джорджия увеличивал территорию своего кампуса за счёт приобретения соседних сооружений и территорий. По сей день он сохраняет облик обширного академического кампуса, раскинувшегося посреди коммерческих и административных зданий, чьи корпуса и общежития выходят прямо на оживлённые улицы центральной Атланты.
Помимо модернизаций старых кампусов и постройки новых, Университет штата Джорджия активно расширял спектр предлагаемых образовательных программ. Наряду с развитием фундаментальных и прикладных наук, в 1982 году был открыт Юридический колледж (по данным образовательного издания the Princeton Review, по соотношению цена-качество это одно из ведущих учебных заведений в области юриспруденции в США: несмотря на довольно низкую годовую плату за обучение — $15,154 для жителей Джорджии, на 2017 год — по утверждению the Princeton Review, Колледж предоставляет первоклассное юридическое образование); в 1996 году — Школа политических исследовании (в 1999 году школе было присвоено имя Эндрю Янга — губернатора Джорджии и Постоянного представителя США при ООН, сыгравшего самую активную роль при выборе столицы Олимпийских игр 1996 года, в результате которых именно Атланта удостоилась такой чести). Бизнес школа, из которой вырос весь Университет штата Джорджия, стала одним из первых его структурных подразделении и с 1998 года носит имя Мака Робинсона, одного из крупнейших предпринимателей Атланты, пожертвовавшего 10 миллионов долларов на развитие школы.
В 1995 году университету был присвоен статус «исследовательского университета».
Во время Олимпийских игр 1996 года в Атланте, Спортивная арена Университета штата Джорджия принимала соревнования по бадминтону. Также часть Олимпийской деревни по завершении Олимпиады была передана университету, и использовалась им в качестве общежития, однако позже этот комплекс был перепродан Технологическому институту Джорджий.
В 2015 году в состав Университета штата Джорджия вошёл Джорджия Периметер Колледж (Georgia Perimeter College), который c 1964 года являлся самостоятельным двухгодичным колледжем, предлагавшим степени младшего специалиста по специальностям, требующим технических знаний выше средней школы, но ниже полного бакалавра, таких как сварочное, электромонтажное и водопроводное дело. «Периметром» в Атланте называется главная автомагистраль, окаймляющая основную городскую черту, так называемый «периметр» города, по этой причине под «периметром» также часто подразумевается все, что находится в пределах муниципальной части Атланты. В составе Университета штата Джорджия, Колледж сохранил название и собственную внутреннюю структуру, а его выпускники при желании имеют право продолжить обучение на других факультетах университета сразу с третьего курса бакалавриата. Именно консолидация с Периметер Колледжем сделала Университет штата Джорджия одним из крупнейших университетов на всем юго-востоке Соединённых Штатов.
В январе 2017 года Университетом был приобретён Олимпийский стадион Атланты (Centennial Olympic Stadium), на котором состоялись Церемонии открытия и закрытия Олимпийских игр 1996 года. Сразу после завершения Олимпиады стадион был сдан в долгосрочную аренду бейсбольному клубу «Атланта Брэйвс» (The Atlanta Braves), который на протяжении двадцати лет использовал его, соответственно, как бейсбольное поле. После переезда клуба на новую домашнюю арену стадион перешёл в собственность Университета и был реконструирован в поле для американского футбола, а первые матчи университетских команд на нём прошли в сезоне 2017—2018 учебного года.

## Структура

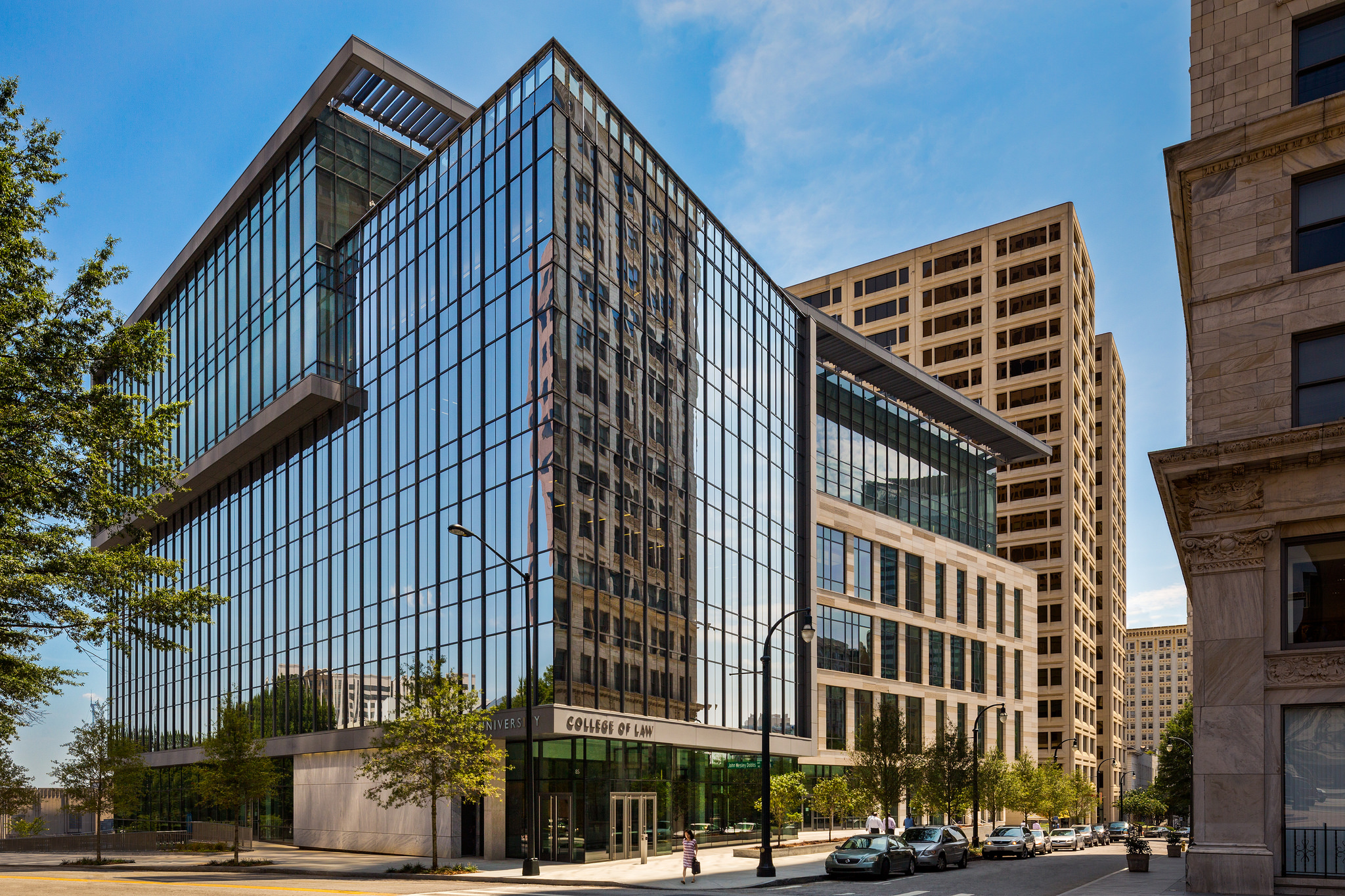
Здание Юридического колледжа

Университет штата Джорджия состоит из 10 факультетов, которые в американской системе высшего образования чаще всего называются колледжами, школами или институтами, хотя эти понятия являются взаимозаменяемыми и не имеют каких-либо существенных различий между собой:
- Колледж естественных и гуманитарных наук (College of Arts & Sciences);
- Колледж искусств (College of the Arts);
- Институт биомедицинских наук (Institute for Biomedical Sciences);
- Колледж Хонорса (Honors College);
- Периметр колледж (Perimeter College);
- Бизнес-колледж имени Мака Робинсона (J. Mack Robinson College of Business);
- Колледж образования и человеческого развития (College of Education and Human Development);
- Школа политических исследовании имени Эндрю Янга (Andrew Young School of Policy Studies);
- Колледж сестринского дела и лечебных специальностей имени Бирдина Льюйса (Byrdine F. Lewis College of Nursing and Health Professions);
- Школа общественного здравоохранения (School of Public Health);
- Юридический колледж (College of Law);

При университете находится несколько научно-исследовательских центров и лаборатории, крупнейшими из которых являются лаборатория Департамента биологии — единственная аккредитованная при университете лаборатория в США, предназначенная для проведения исследовании в условиях четвёртого (наивысшего) уровня биологической опасности; а также Центр астрономии большого углового разрешения (the Center for High Angular Resolution Astronomy) — комплекс телескопов с самым высоким угловым разрешением в мире. Помимо этого, Университетский комплекс общежитии включает целый ряд обширных здании высотой от 6-ти до 26-ти этажей вмещающие в себя около 7 000 студентов, которые как и вся территория кампуса находятся в центральной городской части Атланты.

## Учебный процесс
Бакалаврское образование в Университете штата Джорджия, как и в большинстве других американских университетах, включает требование для каждого студента обязательного прохождения определенной группы общеобразовательных курсов – так называемого, Базового учебного плана (Core curriculum). Общее количество подобных курсов зависит, в первую очередь, от количества академических кредитов покрываемых каждым курсом (один академический кредит соответствует  одному академическому часу, или 50 минутам в Университете штата Джорджия, непосредственно посвященных еженедельным занятиям в аудиторий или лабораторий, то есть еженедельному времени в течений которых студенты встречаются с преподавателем «лицом к лицу»). В соответствий с Базовым учебным планом, студенты-бакалавры должны набрать 61 академический кредит, или посетить, примерно, 20 обязательных курсов, что в среднем занимает около двух лет  Подобные курсы поделены на 6 групп:     
- Группа А: Академическое письмо / математическая грамотность (3 курса – 9-10 академических кредитов);
- Группа B: Институциональные основы (2 курса – 4 академических кредита);
- Группа C: Гуманитарные науки (2 курса – 6 академических кредитов);
- Группа D: Естественные и вычислительные науки (3 курса – 11 академических кредитов);
- Группа E: Социальные науки (4 курса – 12 академических кредитов);
- Группа F: Базовые курсы выбранной специальности (18 академических кредитов).

Общее количество курсов которые студенты должны пройти для получения бакалаврского звания также зависит от конкретно выбранной профилирующей специальности. Так к примеру, в Университете штата Джорджия специальность «философия» требует от студентов-бакалавров набрать, с учетом Базового учебного плана, 87 академических кредитов, что соответствует, примерно, 29 курсам ; специальность «биология» же требует 119 набранных академических кредитов, что может равняться, примерно, 40 курсам которые студенты-бакалавры должны посетить за 4 года .

## Студенческий спорт

Один из официальных спортивных логотипов Университета

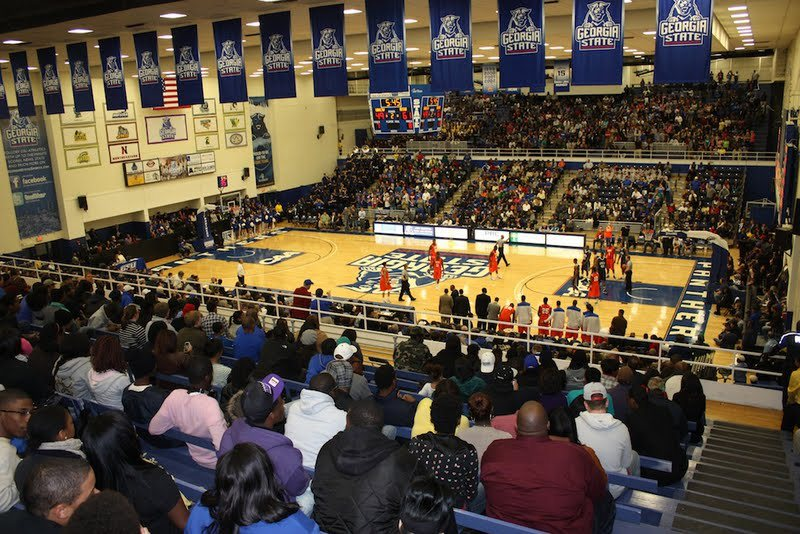
Домашняя игра сборной команды Университета по баскетболу

Студенческий спорт в США весьма популярен, зачастую составляя существенную конкуренцию профессиональному спорту за эфирное время трансляций на ведущих телеканалах страны , что и делает его весьма прибыльным: так к примеру, только соревнования по американскому футболу могут приносить университетам до 100 миллионов долларов чистого дохода ежегодно. Некоторая часть спортивных соревновании среди студентов организуется национальными федерациями контролирующими определенные виды спорта в стране, однако по большой части американский студенческий спорт управляется самыми разными общественными, некоммерческими организациями не получающими какой-либо финансовой или организационной поддержки от федерального правительства, или же от региональных правительств  отдельных штатов. Крупнейшей из таковых является Национальная ассоциация студенческого спорта (National Collegiate Athletic Association - NCAA). Университет штата Джорджия является членом этой организаций, финансируя 16 мужских и женских видов спорта: американский футбол, баскетбол, бейсбол, софтбол, соккер (футбол), волейбол, пляжный волейбол, гольф, большой теннис, легкая атлетика и бег по пересеченной местности. Под словом «финансируется» подразумевается то что в этих видах спорта у Университета имеются собственные официальные сборные возглавляемые профессиональным тренерским штабом; все эти сборные участвуют в Регулярном сезоне и Плей-офф турнире одной из Региональных конференции NCAA, по результатам которых они отбираются в Общенациональный плей-офф турнир; студентам-спортсменам, членам сборных команд, Университет гарантирует бесплатное четырехлетнее образование, выплачивает ежемесячную стипендию, обеспечивает местом в общежитие и питанием в университетских столовых. В единой системе NCAA Университет штата Джорджия выступает в Региональной конференций Sun Belt. Так как официальным талисманом Университета является пантера, название всех университетских спортивных сборных - “Пантеры штата Джорджия” (Georgia State Panthers).
Наибольших успехов Пантеры добились в баскетболе и соккере (футболе). Так например, мужская сборная команда по баскетболу выигрывала Регулярный сезон Региональной конференций Sun Belt 6 раз (в 2000, 2001, 2002, 2014, 2015, 2019 годах), и Плей-офф турнир Региональной конференций Sun Belt 5 раз (в 1991, 2001, 2015, 2018, 2019 годах). Однако в Общенациональном плей-офф турнире NCAA баскетбольная команда ни разу не проходила дальше 1/16-й финала. Мужская сборная команда по соккеру (футболу) также является доминирующей силой в Региональной конференций Sun Belt, выиграв Регулярный сезон один раз (в 2018 году) и Плей-офф турнир 6 раз (в 1983, 1986, 1987, 1997, 2000, 2018 годах). В Общенациональном плей-офф турнире NCAA по футболу Пантеры ни разу не проходили дальше 1/32-й финала.
Помимо комплекса спортивных арен и стадионов на которых тренируются и выступают официальные сборные команды, при Университете также имеется Спортивно-оздоровительный центр (Recreation Center) доступный абсолютно всем студентам. В нем находятся бассейн, крытое четырехсот метровое поле с беговой дорожкой,  бильярдный зал, игровые комнаты для PlayStation 4, а также множество тренажерных, гимнастических, борцовских и фитнес залов. При Спортивно-оздоровительном центре имеются многочисленные секции по самым разным видам спорта которые также могут посещать абсолютно все желающие.